# تلكترماوات
التلكترماوات (الاسم العلمي: Thalictroideae) هي أسرة من النباتات تتبع فصيلة الحوذانية من رتبة الحوذانيات .	

## قبائل
- الإصـفـورناوية (الاسم العلمي:Isopyreae)

## أجناس
- التلكترم (الاسم العلمي:Thalictrum)
- الإصـفـورن (الاسم العلمي:Isopyrum)
- الأنقولية (الاسم العلمي:Aquilegia)